# Nieuw-Zeelands rugby sevensteam (mannen)
Het Nieuw-Zeelands rugby sevensteam is een team van rugbyers dat Nieuw-Zeeland vertegenwoordigt in internationale wedstrijden.
Ze spelen geheel in het zwart

## Wereldkampioenschappen
Nieuw-Zeeland heeft aan elk wereldkampioenschap deelgenomen. In 2001, 2013 en 2018 werd de wereldtitel behaald.
- WK 1993: 7e
- WK 1997:
- WK 2001:
- WK 2005:
- WK 2009: 5e
- WK 2013:
- WK 2018:
- WK 2022:

## Olympische Zomerspelen
Nieuw-Zeeland won zilver in Tokio.
- OS 2016: 5e
- OS 2020:
- OS 2024: 5e